# Andira kuhlmannii
Andira kuhlmannii är en ärtväxtart som beskrevs av Nilza Fischer de Mattos. Andira kuhlmannii ingår i släktet Andira och familjen ärtväxter. Inga underarter finns listade i Catalogue of Life.